# 요괴 학교 선생님이 되었습니다!
요괴 학교 선생님이 되었습니다!(妖怪学校の先生はじめました！, A Terrified Teacher at Ghoul School!)는 다나카 마이가 쓰고 그린 일본 만화 시리즈이다. 2014년 11월부터 스퀘어 에닉스의 월간 G 판타지 매거진에서 연재를 시작했다. 애니메이션 TV 시리즈로 각색된 작품은 2024년 10월부터 방영 중이다.

## 미디어

### 만화
요괴 학교 선생님이 되었습니다!는 타나카 마이가 글과 그림을 그렸다. 2014년 11월 18일부터 스퀘어 에닉스의 월간 G 판타지 잡지에서 연재를 시작했다. 해당 장은 2023년 12월 현재 16권의 단행본으로 편찬되었다.
사쿠라콘 2017의 패널에서 옌 프레스는 만화의 영어 출판 라이선스를 부여했다고 발표했다.